# Atlas de geografía humana (novela)
Atlas de geografía humana es una novela de la escritora española Almudena Grandes editada por Tusquets.
Editada por primera vez en la colección Andanzas de Tusquets Editores en octubre de 1998, consta de 467 páginas y está dividida en 16 partes y una parte final, titulada Índices y mapas.

## Argumento
Ana, Rosa, Marisa y Fran son cuatro compañeras de una editorial que trabaja en la confección de un atlas de geografía. Según van diseñando este atlas, el lector conocerá la historia de cada una de las protagonistas, historias marcadas por la soledad, los sueños truncados o los amores inconfesados.
- Datos: Q5710913